# Diass
Diass (ou initialement Ndiass) est un village du Sénégal, situé à environ 40 km au sud-est de Dakar, où est construit l'aéroport international Blaise Diagne.

## Histoire
La majorité des habitants de Ndiass est composée de sérères safènes. À l'origine, ils étaient un peuple nomade venu de l'est mais l'océan les a stoppé car ils étaient plus cultivateurs que navigateurs.

## Administration
Diass est avec Ndayane l'un des plus gros villages de la communauté rurale de Diass, rattaché au département de M'bour (région de Thiès).

## Géographie
Les principaux quartiers de Diass: Ndeing, Ngam, Sakirack, Escale, Khoubite, Sahé, Escale et Mbolo Rénovation 2000.

### Physique géologique
Diass possède une forêt classée et abrite un baobab millénaire. La Réserve naturelle de Popenguine et la Réserve de Bandia ne sont pas loin et partagent le même écosystème.

### Population
En 2003, Diass comptait 4 794 personnes et 547 ménages.
Les habitants sont des Sérères safènes à majorité musulmane. On y parle le saafi, mais également le wolof.

### Activités économiques
L'agriculture était l'activité principale du village mais les jeunes générations ont préféré chercher du travail dans la capitale.
Les manguiers sont nombreux à Ndiass la récolte des mangues constitue une source de revenus pour la plupart des Ndiassois
La construction du nouvel aéroport international est en train de remodeler l'équilibre économique de la région.
Cette chance économique est à double tranchant car il va falloir associer le développement économique à la conservation du patrimoine naturel et culturel du village.